# Норчия
Норчия (Norchia) e етруски архиологичен град с останал некропол. Намира се в италианския град Витербо в Лацио. Наблизо е град Ветрала и Виа Аврелиа (Via Aurelia, SS 1 bis).
Вероятно през древността се е наричал Orclae. Съществува от бронзовата епоха и печели влияние през 4 и 2 век пр.н.е.